# NGC 7272
NGC 7272 é uma galáxia espiral barrada (SBa) localizada na direcção da constelação de Pegasus. Possui uma declinação de +16° 35' 19" e uma ascensão recta de 22 horas, 24 minutos e 31,6 segundos.
A galáxia NGC 7272 foi descoberta em 7 de Agosto de 1864 por Albert Marth.